# Sleeping Beauty (pel·lícula de 2011)
Sleeping Beauty és una pel·lícula eròtica dramàtica australiana del 2011 escrita i dirigida per Julia Leigh en el seu debut com a directora. La pel·lícula és protagonitzada per Emily Browning com a jove estudiant universitària. Accepta una feina ben pagada a temps parcial amb un grup misteriós que atén homes i dones rics als quals els agrada la companyia de dones joves adormides nues. Lucy ha de dormir al costat dels clients que paguen i ser absolutament submisa als seus desitjos eròtics, complint les seves fantasies entrant voluntàriament en la inconsciència física.
La pel·lícula es basa en influències que inclouen les pròpies experiències oníriques de Leigh, i les novel·les La casa de les belles adormides i Memoria de mis putas tristes dels Premis Nobel Yasunari Kawabata i Gabriel García Márquez, respectivament.
La pel·lícula es va estrenar al maig al 64è Festival Internacional de Cinema de Canes com la primera obra de la Competició que es va projectar. Va ser la primera pel·lícula australiana a competició a Canes des de Moulin Rouge! (2001). Sleeping Beauty es va estrenar a Austràlia el 23 de juny de 2011. Va rebre una estrena limitada als Estats Units el 2 de desembre de 2011. En general, l'acollida crítica de la pel·lícula fou variada, i va aconseguir una certa aprovació fins al juny de 2016, després de la circulació de la pel·lícula al circuit del festival.

## Argument
La Lucy és una estudiant universitària que treballa en una oficina durant el dia i en un restaurant a la nit. De vegades és un subjecte de recerca en un laboratori de ciències.
La Lucy paga matrícula i lloguer fent diverses feines. El xicot de la seva germana està contínuament preocupat per la seva part del lloguer. Té cura de Birdmann, que és alcohòlic i se sent molt atret per ella. Tot i que ella no li retorna el seu interès sexual, Lucy gaudeix de la companyia de Birdmann, i en la seva presència és l'única vegada que es mostra somrient o rient. Una vella broma entre tots dos és que Birdmann demana sovint a la Lucy que es casi amb ell; La Lucy sempre diu que no. A causa de la manca de diners i l'addicció de Birdmann, la Lucy decideix buscar una altra feina a temps parcial.
En resposta a un anunci classificat per a una altra feina a curt termini, la Lucy coneix la Clara, que gestiona un servei que combina llenceria modelisme i càtering realitzat per dones joves a un sopar de corbata negra per a clients majoritàriament masculins. La Clara li assegura que els homes no poden tocar les dones sexualment, i Lucy accepta provar-ho. La Clara inspecciona el cos de la Lucy i la anomena "Sara" per mantenir l'anonimat. A la festa del sopar, la Lucy és l'única noia vestida de blanc; les altres dones porten llenceria negra molt més reveladora que el vestit de Lucy.
Després d'una altra sessió com a serventa, la Lucy aconsegueix un ascens. Rep una trucada de l'assistent de la Clara per una sol·licitud diferent. La Lucy és conduïda a una mansió rural, on la Clara li ofereix un nou paper en el qual serà sedada voluntàriament i dormirà nua mentre els clients masculins es troben al seu costat. Se'ls permet cuidar-la i abraçar-la, però la penetració vaginal no és permesa. Després que la Lucy s'adormi, es troba inconscient al llit i la Clara acompanya el seu client. Després que la Clara li recordi a l'home la regla de no penetració, es despulla i s'enrosca al costat de la Lucy.
Després d'algunes d'aquestes sessions, la Lucy té prou diners per mudar-se a un apartament més gran i més car, on viu sola. Rep una trucada de Birdmann, que ha consumit una sobredosi d'analgèsics. Va a casa seva i el troba morint al seu llit. A l'última petició d'un moribund, plorant, ella es treu la camisa i es posa al llit amb ell, però ell mor als seus braços. Al funeral d'en Birdmann, la Lucy li pregunta bruscament a un vell xicot si es casarà amb ella, fent ressò de les antigues bromes juganeres de Birdmann. L'exnòvio, però, sense entendre la referència, la pren seriosament i, sorprès, la rebutja, citant com a motius diversos problemes personals de Lucy.
A la seva propera tasca amb la Clara, la Lucy li pregunta si pot veure què passa durant les sessions mentre està adormida. La Clara es nega, dient que això posarà els seus clients en risc de xantatge. La Lucy decideix filmar en secret la seva propera trobada. El client torna a ser el primer home, però aquesta vegada també beu el te amb una dosi molt més gran de la droga per dormir-la.
L'endemà al matí, la Clara entra i revisa el pols de l'home, sense mostrar cap sorpresa quan no es pot despertar. La Clara intenta despertar la Lucy, que també ha pres una sobredosi, i finalment és capaç de reviure-la mitjançant la reanimació boca a boca. La Lucy comença a cridar quan veu l'home mort al llit al seu costat.
La pel·lícula acaba amb l'escena captada per la càmera oculta: el vell mort i la noia adormida tots dos estirats pacíficament junts al llit.

## Repartiment
- Emily Browning com a Lucy[14][15]
- Rachael Blake com a Clara[15][16]
- Ewen Leslie com a Birdmann[15]
- Peter Carroll com a Home 1[15]
- Chris Haywood com a Home 2[15]
- Hugh Keays-Byrne com a Home 3
- Nathan Page com a Home de negocis 2
- Sarah Snook com a companya de pis
- Michael Dorman com a Cook[17]
- Daniel Webber com a ajudant de la botiga d'espies
- Anni Finsterer com a perruquera de tren
- Benita Collings com a convidada al sopar
- Tracy Mann com a esteticista de depilació

## Producció
L'escriptora i directora Julia Leigh, principalment novel·lista, va dir en una entrevista a Filmmaker que inicialment va escriure la pel·lícula sense la intenció de dirigir-la. En escriure el guió, Leigh es va inspirar en diverses inspiracions literàries, com ara La casa de les belles adormides de Yasunari Kawabata i Memoria de mis putas tristes de Gabriel García Márquez, ixí com els contes homònims de Charles Perrault i eld germans Grimm i la història bíblica de l’ancià rei Salomó a qui li van portar joves verges d’arreu del seu regne per dormir al seu costat. També va assenyalar el fenomen de les imatges de noies adormides el alguns dels llocs web de somnofília. La novel·la de Kawabata havia estat adaptada l'any 2006 pel director alemany Vadim Glowna, com a Das Haus der schlafenden Schönen, però s'havia publicat amb crítiques generalment negatives.
El guió de Sleeping Beauty va fer que el 2008 Black List de guions no produïts cridés l'atenció a Hollywood. Al setembre de 2009 el projecte va ser aprovat per al finançament de Screen Australia. Al febrer de 2010 es va anunciar que Emily Browning faria el paper principal. Mia Wasikowska va ser elegida originalment com a Lucy, però va abandonar quan se li va oferir el paper principal en una adaptació de Jane Eyre.

### Rodatge
La fotografia principal de la pel·lícula va començar el 3 d'abril de 2010, a la Universitat de Sydney, Camperdown i al centre de Sydney, Nova Gal·les del Sud , Austràlia.
Emily Browning va dir que no tenia cap problema amb la nuesa, però va admetre que l'escena amb el personatge sàdic era desagradable de filmar.

## Recepció
El juliol de 2020 la pel·lícula tenia una puntuació d'aprovació del 48% a Rotten Tomatoes, basada en 97 ressenyes amb una valoració mitjana de 5,22/10. El consens dels crítics del lloc web diu: "La premissa provocativa de Sleeping Beauty i el disseny d'art lluminós es veuen obstaculitzats per una presentació clínica i remota, que ofereix avorriment i commoció en igual mesura." A Metacritic, la pel·lícula té una puntuació de 57 sobre 100, basada en 20 "ressenyes mixtes o mitjanes".